# .lb
.lb је највиши Интернет домен државних кодова (ccTLD) за Либан. Администриран је од стране LBDR-a.